# Theaudience (album)
theaudience – debiutancki i jedyny album studyjny brytyjskiego zespołu muzycznego theaudience, wydany w 1998 roku przez Mercury Records.
Płytę promowały cztery single: „I Got the Wherewithal”, „If You Can’t Do It When You’re Young; When Can You Do It?”, „A Pessimist Is Never Disappointed” i „I Know Enough (I Don’t Get Enough)”. Dwa ostatnie weszły do top 40 brytyjskiej listy przebojów. Sam album również był sukcesem, plasując się na 22. miejscu listy sprzedaży w Wielkiej Brytanii.

## Lista utworów
1. „A Pessimist Is Never Disappointed” – 3:44
2. „Now That You Are 18” – 2:52
3. „Mr. Doasyouwouldbedoneby” – 3:45
4. „I Know Enough (I Don’t Get Enough)” – 3:14
5. „Keep in Touch” – 3:41
6. „I Got the Wherewithal” – 3:48
7. „Harry Don’t Fetch the Water” – 4:37
8. „If You Can’t Do It When You’re Young; When Can You Do It?” – 3:52
9. „Running Out of Space” – 2:53
10. „You Get What You Deserve” – 4:08
11. „The More There Is to Do” – 4:09
12. „Bells for David Keenan” – 1:11
13. „Shoebox Song” – 3:34
14. „How’s That?” – 6:51

## Notowania
| Kraj                              | Najwyższa pozycja |
| --------------------------------- | ----------------- |
| Wielka Brytania (UK Albums Chart) | 22                |